# Borja Mayoral
Borja Mayoral Moya (n. 5 aprilie 1997, Madrid⁠(d), Spania) este un fotbalist spaniol care evoluează pe post de atacant la clubul Getafe din La Liga.

## Statistici de carieră
| Club                       | Sezon         | Ligă     | Ligă   | Cupă     | Cupă   | Continental | Continental | Total    | Total   |
| Club                       | Sezon         | Apariții | Goluri | Apariții | Goluri | Apariții    | Goluri      | Apariții | Goluri! |
| -------------------------- | ------------- | -------- | ------ | -------- | ------ | ----------- | ----------- | -------- | ------- |
| Real Madrid B              | 2014–15       | 5        | 2      | —        | —      | —           | —           | 5        | 2       |
| Real Madrid B              | 2015–16       | 33       | 15     | —        | —      | —           | —           | 33       | 15      |
| Real Madrid B              | Total         | 38       | 17     | —        | —      | —           | —           | 38       | 17      |
| Real Madrid                | 2015–16       | 6        | 0      | 0        | 0      | 0           | 0           | 6        | 0       |
| Real Madrid                | 2017–18       | 14       | 3      | 6        | 3      | 4           | 1           | 24       | 7       |
| Real Madrid                | 2018–19       | 0        | 0      | 1        | 0      | 0           | 0           | 1        | 0       |
| Real Madrid                | Total         | 20       | 3      | 7        | 3      | 4           | 1           | 31       | 7       |
| VfL Wolfsburg (împrumutat) | 2016–17       | 19       | 2      | 2        | 0      | —           | —           | 21       | 2       |
| Levante UD (împrumutat)    | 2018–19       | 29       | 3      | 4        | 2      | —           | —           | 33       | 5       |
| Levante UD (împrumutat)    | 2019–20       | 0        | 0      | 0        | 0      | —           | —           | 0        | 0       |
| Total carieră              | Total carieră | 106      | 25     | 13       | 5      | 4           | 1           | 123      | 31      |

## Palmares
Real Madrid
- Liga Campionilor: 2017-2018
- Campionatul Mondial al Cluburilor FIFA: 2017